# Maranta tuberculata
Maranta tuberculata är en strimbladsväxtart som beskrevs av Bengt Lennart Andersson. Maranta tuberculata ingår i släktet Maranta och familjen strimbladsväxter. Inga underarter finns listade.